# Apecchio

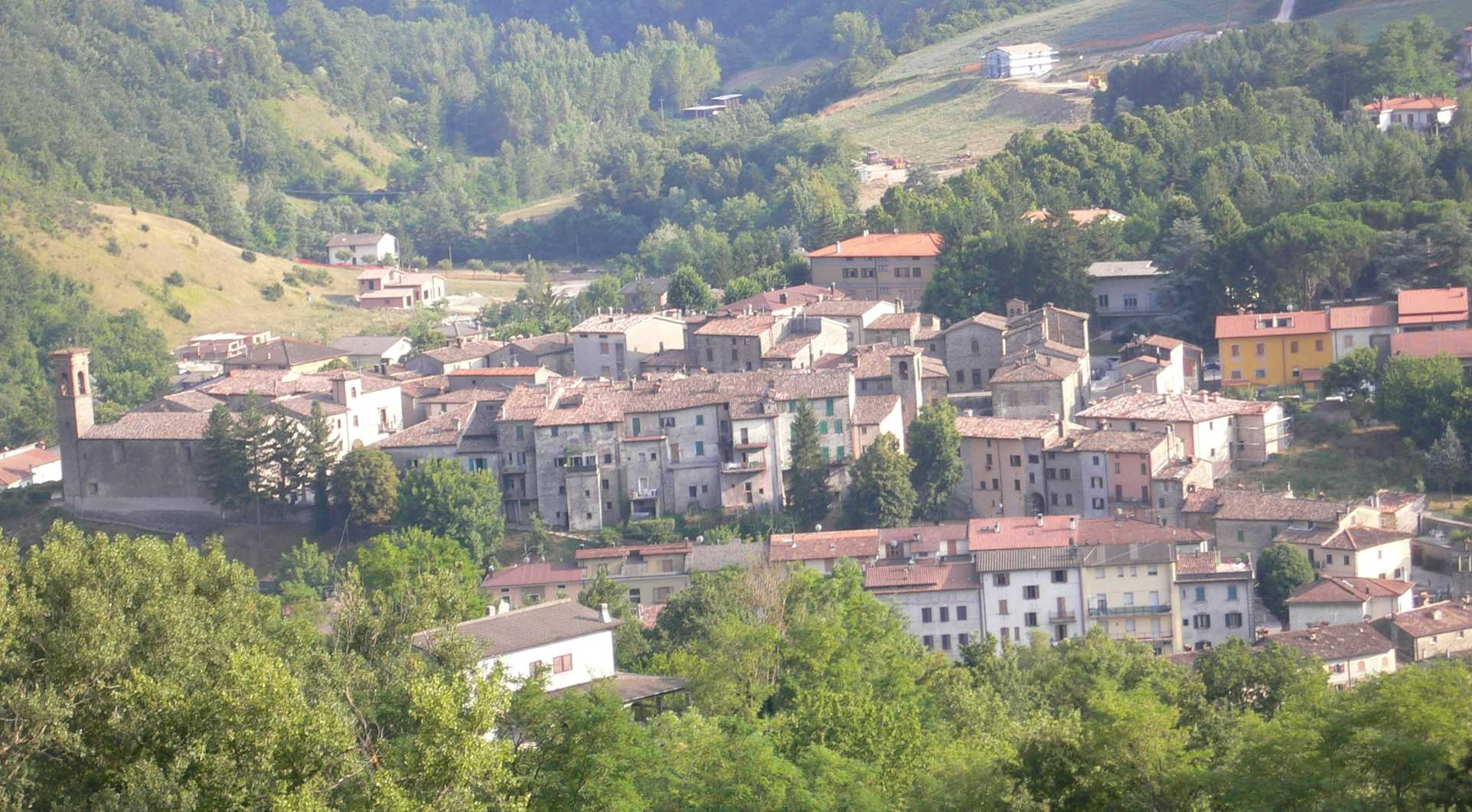
Apecchio

Apecchio is een gemeente in de Italiaanse provincie Pesaro-Urbino (regio Marche) en telt 4167 inwoners (01-01-2024). De oppervlakte bedraagt 103,11 km², de bevolkingsdichtheid is 17,5 inwoners per km².
De volgende frazioni maken deel uit van de gemeente: Caselle Salceto, Colombara, Osteria nuova, Pian di Molino, San Martino, Serravalle di Carda, Valdara di Serravalle.

## Demografie
Apecchio telt ongeveer 826 huishoudens. Het aantal inwoners daalde in de periode 1991-2001 met 8,7% volgens cijfers uit de tienjaarlijkse volkstellingen van ISTAT.
| Jaar | Inwoneraantal |
| ---- | ------------- |
| 1991 | 2314          |
| 2001 | 2112          |
| 2016 | 2013          |
| 2019 | 1803          |
| 2022 | 1735          |
| 2024 | 4167          |

## Geografie
Apecchio grenst aan de volgende gemeenten: Cagli, Città di Castello (PG), Mercatello sul Metauro, Pietralunga (PG), Piobbico, Sant'Angelo in Vado, Urbania.